# Serpenticobitis
Serpenticobitis — рід в'юнів, єдиний у родині змієв'юнових (Serpenticobitidae).
Займає особливе місце в підряді в'юновидних (Cobitoidei). Раніше зараховувався до складу родин в'юнових (Cobitidae), немахейлових (Nemacheilidae) або баліторових (Balitoridae). Висловлювалась також гіпотеза, що рід Serpenticobitis утворює сестринську кладу до родини гастромизонових (Gastromyzontidae).
Включає три види прісноводних риб, поширених у басейні річки Меконг:
- Serpenticobitis cingulata  Roberts, 1997
- Serpenticobitis octozona  Roberts, 1997
- Serpenticobitis zonata  Kottelat, 1998

Представники роду мають коротке циліндричне тіло. Голова маленька, з округлою мордою, помітно нахиленою донизу. Рот також маленький, нижній, з товстими губами, що переходять одна в одну. Нижня щелепа частково оголена. Дві пари ростральних вусиків та ще одна пара вусиків на верхній щелепі. Прямо під оком є характерний роздвоєний шип. Спинний плавець сидить попереду черевних, грудні плавці спрямовані вбік, хвостовий трохи вирізаний. Плавальний міхур складається з двох камер, з'єднаних між собою каналом.
Риби мають характерний малюнок на тілі, що складається з темних поперечних смуг. Відмінності між видами полягають у зразку цього малюнку. На всіх плавцях присутні помітні ряди цяток. Велика чорна пляма розташована по центру основи хвостового плавця.